# 1915 no desporto

## Automobilismo
- 31 de maio - Ralph DePalma é o vencedor das 500 Milhas de Indianápolis.[1]

## Futebol
- 3 de janeiro - Fundação do Club Atlético Lanús de Buenos Aires, da Argentina.[2]
- 15 de fevereiro - Fundação do Liverpool Fútbol Club de Montevidéu, do Uruguai.[3]
- 25 de março  - Fundação do Foot Ball Club Melgar de Arequipa, do Peru.[4]
- 12 de abril - Fundação do Campinense Clube de Campina Grande, do estado da Paraíba.[5]
- 29 de junho - Fundação do ABC Futebol Clube de Natal, do estado do Rio Grande do Norte.[6]
  - Fundação do Serrano Football Club de Petrópolis, do Rio de Janeiro.[7]
- 1 de julho - Fundação do Olaria Atlético Clube de Olaria, do estado do Rio de Janeiro.[8]
- 14 de julho - Fundação do América Futebol Clube de Natal, do estado do Rio Grande do Norte.[9]
- 15 de agosto - Fundação do Alecrim Futebol Clube de Natal, do estado do Rio Grande do Norte.[10]
- 3 de novembro - Fundação da Associação Esportiva Guaratinguetá de Guaratinguetá, São Paulo.[11]
- 18 de novembro - Fundação do Club Atlético Lugano de Villa Lugano, Buenos Aires, da Argentina.[12]

## Nascimentos
| Data          | Nome           | Profissão           | Nacionalidade              | Observações | Ref    |
| ------------- | -------------- | ------------------- | -------------------------- | ----------- | ------ |
| 14 de janeiro | Felix Kaspar   | patinador artístico | Áustria                    | m. 2003     | [ 13 ] |
| 15 de janeiro | Maria Lenk     | nadadora            | Brasil                     | m. 2007     | [ 14 ] |
| 26 de julho   | Adolpho Milman | futebolista         | Brasil · Argentina (nasc.) | m. 1980     | [ 15 ] |

## Mortes
| Data | Nome | Profissão | Nacionalidade | Observações | Ref |
| ---- | ---- | --------- | ------------- | ----------- | --- |